# مافالدا السافوية
مافالدا السافوية (1158-1125) وتعرف أحيانا بـ مود، تعتبر هي أول ملكة قرينة للبرتغال بزواجها من أفونسو الأول ملك البرتغال الذي تزوجها في 1146.

## الأبناء
- إنريكي (1147 - ح 1157).
- إنفانتا مافالدا (1148 - ح 1160) .
- انفانتا أوراكا البرتغالية (1151-1188)، تزوجت من ملك فرناندو الثاني ملك ليون، ووالدة ألفونسو التاسع .
- سانتشا (1153-1159).
- سانشو الأول (1154-1212) ملك البرتغال الثاني، تزوج من انفانتا دولسي من أراغون (ابنة ريموند برانجيه الرابع، كونت برشلونة والملكة بيترونيلا الأراغونية) ووالد أفونسو الثاني.
- انفانتا تيريزا (1157-1218)، تزوجت من فيليب الأول، كونت فلاندرز ، ثم أُودو الثالث، دوق بورغندي.
- انفانتي جواو (1156).